# Joint Electronics Type Designation System
Das Joint Electronics Type Designation System (JETDS) (deutsch etwa teilstreitkräfteübergreifendes Elektronik-Benennungssystem), früher bekannt als Joint Army-Navy Nomenclature System (AN System) und Joint Communications-Electronics Nomenclature System, ist eine vom U.S. Kriegsministerium während des Zweiten Weltkrieges entwickelte Nomenklatur für elektronisches Equipment, also eine System zur Benennung von Dingen mit klar definierten Bezeichnern. JETDS unterliegt nicht der Geheimhaltung und ist spezifiziert in dem United States Military Standard MIL-STD-196.

## Gebrauch

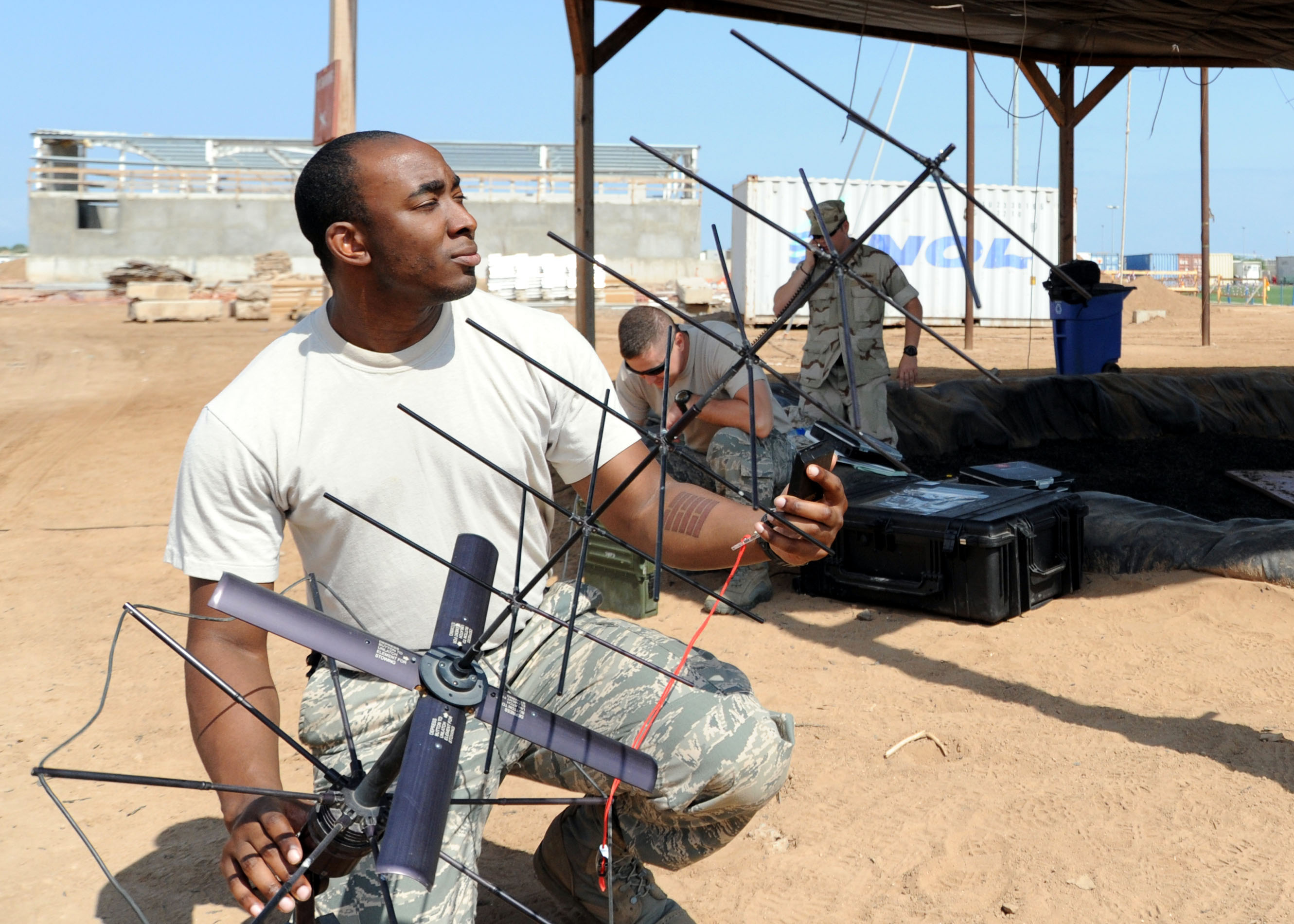
AN/PRC-117 Taktisches Satelliten-Kommunikationssystem

Militärische Ausrüstung beinhaltet meist elektronische Systeme für Aufgaben wie Datenverarbeitung, Zieldetektion und -verfolgung (unter Wasser, auf See, an Land, in der Luft oder im Weltraum), Erkennung und Identifikation, Kommunikation, Navigationshilfe, Waffensteuerung, Flugsteuerung oder elektronische Gegenmaßnahmen. Dieses Bezeichnungssystem wird in den Vereinigten Staaten verwendet für:
- Für das Militär entwickelte elektronische Geräte
- Kommerzielle elektronische Geräte, die für den militärischen Gebrauch angepasst wurden und deren Weiterentwicklung vom Militär betrieben wird
- Elektronische Geräte, die von anderen Bundesbehörden oder Länder entwickelt wurden, die sich dem Benennungsschema angeschlossen haben

Im JETDS-Schema werden Gerätegruppen bzw. Systemen mit einer Buchstaben- und Zahlenfolge benannt, die mit AN/ beginnt, gefolgt von drei Buchstaben, einem Bindestrich und einer Nummer. Gelegentlich können auch weitere Buchstaben angehängt werden. Die drei Buchstaben, die auf das AN/ folgen, geben Auskunft über den Einsatzort, die Art und den Zweck des Gerätes. Die Bedeutung der Buchstaben kann mit Hilfe der Tabelle entschlüsselt werden. Zum Beispiel ist AN/PRC-77 ein portables Funk-Kommunikationssystem (Portable Radio Communications). Die Nummern nach dem Bindestrich werden für die jeweilige Typgruppe sequentiell vergeben, so dass beim Vergleich zweier Geräte das mit der größeren Nummer das modernere ist.
Software und kommerzielle, nicht für den militärischen Gebrauch angepasste Geräte, für die der Hersteller die Entwicklung verantwortet, sind von diesem Benennungsschema nicht abgedeckt. Systeme mit variabler Konfiguration tragen zusätzlich zum Typschlüssel ein "(V)", Ausbildungssysteme ein "(T)". Subsysteme werden mit einem zwei Buchstaben langen Code bezeichnet, gefolgt von einer Nummer, einem Schrägstrich und einem bis drei Buchstaben des Drei-Buchstaben-Codes für Systeme. Beispiel: BA-1234/PRC ist eine Batterie für tragbare Funkgeräte.

## Drei-Buchstaben-Codes

### Erster Buchstabe: Installationsort
- A – Piloted Aircraft / Flugzeug, von Piloten gesteuert
- B – Underwater Mobile (submarine) / Unterwasserfahrzeug (U-Boot)
- C – Cryptographic Equipment / kryptographische Einrichtung (nur von der NSA gebraucht, früher: luftverlastbar)
- D – Pilotless Carrier (drone, UAV) / Fluggerät ohne Pilot, Drohne / UAV
- F – Fixed Ground / Feste Bodenstation
- G – General Ground Use / Allgemeiner Gebrauch am Boden
- K – Amphibious / Amphibisch
- M – Ground Mobile / Bodenbeweglich
- P – Human Portable / Tragbar von Personen
- S – Water (surface ship) / Schiff (überwasser)
- T – Transportable (ground) / Transportabel auf dem Boden
- U – General Utility (multi use) / Allgemeine Einsetzbarkeit
- V – Vehicle (ground) / Bodenfahrzeug
- W – Water Surface and Underwater combined / Überwasser-Unterwasser kombiniert
- Z – Piloted/Pilotless Airborne vehicles combined / Fluggerät mit/ohne Pilot kombiniert

### Zweiter Buchstabe: Typ des Geräts
- A – Invisible Light, Heat Radiation (e.g. infrared) / Unsichtbares Licht, Wärmestrahlung
- B – Comsec / Schutz von Kommunikationsverbindungen (nur von der NSA benutzt, früher: Brieftaube)
- C – Carrier (electronic wave or signal) / Trägersignal
- D – Radiac (Radioactivity Detection, Identification, and Computation) / Strahlungsmessgerät
- E – Laser / Laser (früher: NUPAC, Nuclear Protection & Control)
- F – Fiber Optics (was Photographic) / Fiberoptik (früher: Fotografie)
- G – Telegraph or Teletype / Fernschreiber
- I – Interphone and Public Address / Sprech- oder Beschallungsanlage
- J – Electromechanical or inertial wire covered / Ummantelte elektrische Verbindung
- K – Telemetering / Telemetrie
- L – Countermeasures / Gegenmaßnahmen
- M – Meteorological / Meteorologie
- N – Sound in Air / Schall
- P – Radar
- Q – Sonar and Underwater Sound / Sonar bzw. Hydrophon
- R – Radio / Funk
- S – Special or Combination / Sondergerät oder Kombination
- T – Telephone (Wire) / Telefon (kabelgebunden)
- V – Visual, Visible Light / Visuell
- W – Armament / sonstige Bewaffnung
- X – Fax or Television / Fax oder Bildübertragung
- Y – Data Processing / Datenverarbeitung
- Z – Communications / Kommunikation (nur von der NSA benutzt)

### Dritter Buchstabe: Zweck
- A – Auxiliary Assembly / Hilfs- bzw. Nebenbaugruppe
- B – Bombing / Bombardierung
- C – Communications (two way) / Kommunikation
- D – Direction Finding, Reconnaissance and Surveillance / Peilung, Aufklärung, Überwachung
- E – Ejection and/or Release / Auswurf bzw. Abwurf
- G – Fire Control or Searchlight Directing / Feuerleitung bzw. Suchscheinwerfersteuerung
- H – Recording and/or Reproducing / Aufnahme / Reproduktion
- K – Computing / Berechnung
- L – nicht mehr verwendet, früher: Suchscheinwerfersteuerung (nun abgedeckt von G)
- M – Maintenance or Test / Wartung oder Test
- N – Navigation Aid / Navigationshilfe
- P – nicht mehr verwendet, früher: Reproduktion (nun abgedeckt von H)
- Q – Special or Combination / Sondergerät oder Kombination
- R – Receiving or Passive Detecting / Empfang oder passive Ortung
- S – Detecting, Range and Bearing, Search / Ortung, Peilung, Suche
- T – Transmitting / Übertragung
- W – Automatic Flight or Remote Control / Automatische Flugsteuerung oder Fernsteuerung
- X – Identification or Recognition / Identifizierung und Erkennung
- Y – Surveillance (target detecting and tracking) and Control (fire control and/or air control) / Überwachung (Zielortung und -verfolgung) und Steuerung (Feuerleitung und/oder Flugsteuerung)
- Z – Secure / sicher (nur von der NSA benutzt)

## Geschichte
JETDS wurde am 16. Februar 1943 vom Joint Communications Board für alle neue luftgestützte, Funk- oder Radarausrüstung der U.S. Army und U.S. Navy eingeführt. Im Laufe der Zeit wurde der Standard erweitert, um auch Schiffs-, U-Boot-, amphibische und Bodenausrüstung des U.S. Marine Corps und der U.S. Navy abdecken zu können. Als die U.S. Air Force als eigenständige Waffengattung ausgegliedert wurde, verwendete sie weiterhin dieses Benennungsschema für ihr elektronisches Equipment. JETDS wurde im Jahr 1950 von der U.S. Coast Guard, im Jahr 1951 von Kanada und 1959 von der NSA übernommen. Das US-amerikanische Verteidigungsministerium erhob es 1957 zum militärischen Standard MIL-STD-196. JETDS wurde im Laufe der Zeit angepasst, in dem veraltete Typen entfernt (z. B.-B-:  Brieftaube) und neue (z. B. Computer und kryptographische Ausrüstung) hinzugefügt wurden. Die aktuelle Version, MIL-STD-196G, wurde im Mai 2018 herausgegeben.

## Verwendung in Deutschland
Auch in Deutschland sind Geräte mit JETDS-Bezeichnungen bei der Bundeswehr anzutreffen. Dabei handelt es sich um Ausrüstung, das von US-amerikanischen Herstellern gekauft bzw. in Lizenz gefertigt wurde. Die originalen US-amerikanischen Bezeichnungen wurden dabei beibehalten.
Beispiele:
- AN/APG-65: Bordradar der F-4F Phantom II
- AN/FPN-36: Anflugradar
- AN/FPS-117: Luftraumüberwachungsradar